# Casa de Manuel Perelló López
La Casa Manuel Perelló López es un edificio de estilo modernista del Ensanche Modernista de la ciudad española de Melilla. Está situado en la calle General Millán Astray, 6 y forma parte del Conjunto Histórico Artístico de la Ciudad de Melilla, un Bien de Interés Cultural. 

## Historia
Fue ampliado con una planta en 1923 según proyecto del arquitecto Enrique Nieto del 11 de octubre de ese año.

## Descripción
Está construido con muros piedra local y ladrillo macizo, que sustentan bovedillas del mismo ladrillo. Cuenta con planta baja y dos sobre esta. Su única fachada cuenta con unos bajos sobrio, ventanas, que dan paso a una balconada corrida en la principal y un pequeño balcón en el centro de la primera, flanquead por dos balcones corridos,todos ellos con elaboradas rejas con ventanas ambas enmarcadas, con molduras sobre sus dinteles. todo está limitada por pilastras, que acaban en la cornisa, que lleva al pretil, con rejas y frontones curvos.